# Kim Engelbrecht
Kim Engelbrecht est une actrice sud-africaine née le 20 juin 1980.

## Biographie

### Carrière

#### En tant qu'actrice
Elle a fait ses débuts d’actrice dans le film italien Sarahsara en 1994. 
En 1998, elle joue le rôle de Lolly van Onselen dans le soap opera sud-africain Isidingo.
Elle joue dans plusieurs productions internationales, dont la série britannique Mad Dogs et la série surnaturelle apocalyptique américaine Dominion.
En 2017 elle participe à la série Flash.

#### En tant que présentatrice
Elle devient présentatrice pour Craz-E, un programme pour enfants de la chaîne E.tv, ainsi que pour l'émission Take 5 jusqu'en 2004.

#### En tant qu'entrepreneuse
Elle lance une école de golf pour enseigner aux femmes comment jouer au golf à Johannesburg.

## Filmographie

### Cinéma
| Année | Titre                   | Rôle            | Notes           |
| ----- | ----------------------- | --------------- | --------------- |
| 1994  | Sarahsara               | Sarah           |                 |
| 2004  | Boy Called Twist (en)   | Nancy           |                 |
| 2005  | The Flyer               | Mickey          |                 |
| 2006  | Bunny Chow              | Kim             |                 |
| 2013  | Death Race: Inferno     | Kelly O'Donnell | Direct-to-video |
| 2014  | Konfetti                | Bianca Beekman  |                 |
| 2015  | Eye in the Sky          | Lucy Galvez     |                 |
| 2017  | Dating Game Killer (en) | Joanne          |                 |

### Télévision
| Année       | Titre                              | Rôle              | Notes      |
| ----------- | ---------------------------------- | ----------------- | ---------- |
| 1998        | Isidingo (en)                      | Lolly van Onselen |            |
| 2012        | Rugby Motors                       | Leona             |            |
| 2013        | Wie is de Mol?                     | Elle-même         |            |
| 2013        | Mad Dogs (série télévisée)         | Greta             | 1 épisode  |
| 2013        | Geraamtes in die Kas               | Aesha Abrahams    |            |
| 2014        | SAF3 (en)                          | Becca Connors     | 4 épisodes |
| 2014 - 2015 | Dominion (série télévisée)         | Noma Banks        |            |
| 2017        | Deadly Leaks 2                     | Layla             | Téléfilm   |
| 2017 - 2018 | Flash (série télévisée, 2014)      | Marlize DeVoe     |            |
| 2021        | Bulletproof (série télévisée) (en) | Megan             | 3 épisodes |
| 2021        | Reyka (série télévisée) (en)       | Reyka Gama        |            |
| 2022        | Raised by Wolves                   | Decima            | 5 épisodes |